# Chesterville
|  | Per a altres significats, vegeu «Chesterville (Maine)». |

Chesterville és una població del Comtat de Morrow (Ohio) als Estats Units d'Amèrica. Segons el cens dels Estats Units del 2000 tenia 193 habitants.

## Demografia
Segons el cens del 2000, Chesterville tenia 193 habitants, 57 habitatges, i 42 famílies. La densitat de població era de 828 habitants per km².
Dels 57 habitatges en un 47,4% hi vivien nens de menys de 18 anys, en un 59,6% hi vivien parelles casades, en un 8,8% dones solteres, i en un 26,3% no eren unitats familiars. En el 19,3% dels habitatges hi vivien persones soles el 14% de les quals corresponia a persones de 65 anys o més que vivien soles. El nombre mitjà de persones vivint en cada habitatge era de 2,75 i el nombre mitjà de persones que vivien en cada família era de 3,1.
Per edats la població es repartia de la següent manera: un 24,9% tenia menys de 18 anys, un 5,7% entre 18 i 24, un 29% entre 25 i 44, un 14% de 45 a 60 i un 26,4% 65 anys o més.
L'edat mediana era de 40 anys. Per cada 100 dones de 18 o més anys hi havia 64,8 homes.
La renda mediana per habitatge era de 41.667 $ i la renda mediana per família de 40.833 $. Els homes tenien una renda mediana de 32.143 $ mentre que les dones 21.023 $. La renda per capita de la població era de 13.318 $. Aproximadament el 9,3% de les famílies i el 9,9% de la població estaven per davall del llindar de pobresa.

## Poblacions properes
El següent diagrama mostra les poblacions més properes.